# 毛棠
毛棠（？—？），字□□，湖廣岳州府澧州人，軍籍，明朝政治人物。

## 生平
弘治十一年（1498年）戊午科湖廣鄉試第四十八名舉人。弘治十八年（1505年）中式乙丑科會試第八十名，三甲第一百六十一名進士。

## 家族
曾祖毛顯；祖父毛□；父毛□，母甘氏。具慶下。